# Luiz Dórea
 Luiz Carlos Dorea (Salvador, 07 de março de 1965) é um treinador brasileiro de boxe e artes marciais mistas (MMA), tendo sido também boxeador. Atleta amador com 84 lutas, 80 vitórias e 02 derrotas, começou a treinar Boxe amador em 1982. No mesmo ano foi Campeão Baiano, Campeão Norte Nordeste. Em 1983 foi Bicampeão Baiano, Bicampeão Norte Nordeste, em 1984 Tricampeão Brasileiro, Tricampeão Norte Nordeste e Campeão Brasileiro, em 1985 Convocado para fazer parte da Seleção Brasileira de Boxe Olímpico e no mesmo ano participei do Campeonato Mundial de Boxe Olímpico em Reno-Nevada.
Sua estreia no Boxe Profissional ocorreu no ano de 1986, desde então realizou 22 lutas, contando com 20 vitórias e 02 derrotas. Em 1987 foi Campeão Brasileiro de Boxe Profissional, em 1988 foi Campeão Mundial de Boxe Profissional Junior (WBC).
No ano de 1990 inaugurou a Academia Champion/ Projeto Campeões da Vida, que fica situado no bairro da Cidade Nova em Salvador-Bahia, onde eu nasci e fui criado. Pelo nosso Projeto já se passaram em 30 anos, mais de 7 mil crianças e através do Boxe e MMA, conseguindo mudar a vida de muitas crianças e jovens. 

## Conquistas no Boxe
- 1991 Técnico medalhista de bronze com Luíz Cláudio Freitas nos Jogos Pan Americanos em Havana-Cuba
- 1992 Técnico do Atleta Olímpico em Barcelona Luíz Cláudio Freitas
- 1995 Técnico de Acelino Popo Freitas medalhista de prata nos Jogos Pan Americano na Argentina
- 07/07/1999 Técnico Campeão Mundial de Boxe Profissional com Acelino Popo Freitas
- 2000 Técnico da Seleção Baiana de Boxe Olímpico
- 2004 a 2008 Técnico da Seleção Brasileira de Boxe Olímpico e participei das Olimpíadas de Pequim em 2008
- 2006 Técnico Campeão dos Jogos Sul Americano com Rogerio Minotouro
- Rio 2007 Técnico do medalhista de Bronze dos Jogos Pan Americano Rogerio Minotouro
- Rio 2007 Técnico do Campeão dos Jogos Pan Americano Pedro “Peu” Lima
- 2012 Técnico da medalhista de Bronze nas Olimpíadas de Londres Adriana Araújo
- 2016 Técnico do Campeão Olímpico Robson Conceição

## Conquistas no MMA
- 2008 Técnico Campeão Mundial de MMA com Rodrigo Minotauro vs Tim Silva(UFC)
- 2011 Técnico Campeão Mundial de MMA com Junior Cigano vs Cain Velasquez(UFC)
- 2012 Técnico Campeão Mundial de MMA com Anderson Silva( UFC)

## REALITY SHOW
- 2008 Técnico do TUF EUA Rodrigo Minotauro vs Frank Mir
- 2011 Técnico do TUF EUA Júnior Cigano vs Brock Lesnar
- 2012 Técnico do TUF BRASIL 1, Vitor Belfor vs Wanderley Silva
- 2013 Técnico do TUF BRASIL 2, Rodrigo Minotauro vs Werdum
- 2014 Técnico do TUF BRASIL 3, Wanderley Silva vs Sonen
- 2020 Técnico do atleta profissional Robson Conceição, com 13 lutas, 13 vitórias e 06 por KO
- 2020 Técnico de três atletas que fazem parte da Seleção Brasileira de Boxe Olímpico

### Titulares
- -Hebert Conceição 75 kg- Prata nos Jogos Pan Americano em 2019, Prata no Jogos Mundiais Militares e Bronze no Campeonato Mundial de Boxe Olímpico  -Joel da Silva Peso Pesado- Campeão Brasileiro

### Reserva
- -Edson Araújo- Campeão Brasileiro